# Eugenius Warming
Johannes Eugenius Bülow Warming (Mandø, 3 de novembro de 1841 - Copenhague, 2 de abril de 1924), mais conhecido como Eugenius Warming foi um botânico dinamarquês. Professor na Universidade de Copenhague, foi diretor do Jardim Botânico da mesma cidade. Seu livro Oecology of plants é considerado um dos fundadores da Ecologia vegetal.
Viveu no Brasil entre 1863 e 1866, quando trabalhou como secretário particular do naturalista dinamarquês Peter Wilhelm Lund em Lagoa Santa. Warming dedicou a Lund seu livro sobre a vegetação dos cerrados, Lagoa Santa.
Durante sua estadia brasileira, Warming realizou o primeiro levantamento do cerrado da região, o que rendeu nas décadas seguintes uma obra gigantesca intitulada Symbolae ad floram Brasiliae centralis cognoscendam (1867-1893).
Sua única obra em português é Lagoa Santa, que foi publicada em 1908 pela Imprensa Oficial de Minas Gerais Essa versão em português, há muito esgotada, foi posteriormente repetida em edição mais recente.

## Obras
- Lagoa Santa: Et Bidrag til den biologiske Plantegeografi (em dinamarquês). Copenhague: B. Luno. 1892
- Oecology of plants: an introduction to the study of plant-communities (em inglês). Oxford: Clarendon Press. 1909
- A handbook of systematic botany (em inglês). New York: Macmillan & Co. 1895
- Lagoa Santa : contribuição para a geographia phytologica. Belo Horizonte: Imprensa Oficial do Estado de Minas Gerais. 1908